# Karl-Wilhelm Specht
Karl-Wilhelm Specht (22 de Maio de 1894 – 3 de Dezembro de 1953) foi um general da Wehrmacht da Alemanha Nazi durante a II Guerra Mundial. Foi condecorado com a Cruz de Cavaleiro da Cruz de Ferro com Folhas de Carvalho. Serviu no "Tribunal de Honra Militar," um conselho de guerra que expulsou muitos dos oficiais do exército envolvidos no atentado de 20 de Julho, antes de entregá-los ao Tribunal Popular. Specht rendeu-se às forças soviéticas no final da guerra e morreu em 3 de Dezembro de 1953.

## Prémios e condecorações
- Cruz de Ferro (1914) de 2.ª Classe (22 de Janeiro de 1915) e de 1.ª Classe (28 de Abril de 1917)[1]
- Fecho para a Cruz de Ferro (1939) de 2.ª Classe (21 de Dezembro de 1939) e de 1.ª Classe (9 de Junho de 1940)
- Cruz de cavaleiro da Cruz de Ferro com Folhas de Carvalho
  - Cruz de Cavaleiro em 8 de Setembro de 1941, como Oberst e comandante do Regimento de Infantaria 55[2]
  - 60.ª Folhas de Carvalho em 16 de Janeiro de 1942como Oberst e comandante da Regimento de Infantaria 55[3]